# Свердловина №1 (Мала Розтока)
Свердловина №1 — гідрологічна пам'ятка природи місцевого значення. Об'єкт розташований на території Іршавського району Закарпатської області, с. Мала Розтока.
Площа — 2 га, статус отриманий у 1984 році.